# Volby do Zastupitelstva města Tábora 1928
Volby do Zastupitelstva města Tábora 1928 se uskutečnily dne 30. září 1928 a zúčastnilo se jich celkem 7 991 voličů, což odpovídalo volební účasti 92 %.
Volby skončily přehledným vítězstvím národních socialistů, kteří obdrželi přes 20 % hlasů. Druzí skončili sociální demokraté, kteří získali 16 % voličské podpory. Ztrátu zaznamenala Československá národní demokracie, která si z devíti zastupitelů pohoršila na čtyři, stejně tak komunisté, kteří ztratili dva mandáty. Do zastupitelstva se dostali také lidovci, živnostníci, nezávislá kandidátka starosty Jana Koláře a po jednom mandátu strana majitelů domů, Strana práce a agrárníci. Obecně volby dopadly poklesem pravice a vzestupem levicových stran, hlavně ČSNS a ČSSD.
Novým starostou se stal Václav Soumar (ČSNS), který vystřídal Jana Koláře. Jeho prvním náměstkem se stal Josef Gutwald (ČsND), druhým Josef Šáda (ČSSD). V městské radě ještě měly po dvou dalších radních ČSNS, ČSL, KSČ a živnostníci; jednoho radního ještě držela národní demokracie.

## Výsledek voleb
|                                                       |                                                                |       |       |         |         |
| Strana                                                | Strana                                                         | Hlasy | Hlasy | Mandáty | Mandáty |
| Strana                                                | Strana                                                         | Počet | %     | Počet   | +/−     |
|                                                       | Československá strana národně socialistická                    | 1 631 | 20,7  | 8       | ▲3      |
|                                                       | Československá sociálně demokratická strana dělnická           | 1 278 | 16,2  | 6       | ▲4      |
|                                                       | Komunistická strana Československa                             | 1 150 | 14,6  | 5       | ▼2      |
|                                                       | Československá strana lidová                                   | 948   | 12,0  | 5       | ▬0      |
|                                                       | Československá národní demokracie                              | 907   | 11,5  | 4       | ▼5      |
|                                                       | Československá živnostensko-obchodnická strana středostavovská | 609   | 7,7   | 3       | ▼1      |
|                                                       | Jan Kolář                                                      | 546   | 6,9   | 2       | ▲2      |
|                                                       | Strana domkářů                                                 | 331   | 4,2   | 1       | ▬0      |
|                                                       | Národní strana práce                                           | 205   | 2,6   | 1       | ▲1      |
|                                                       | Republikánská strana zemědělského a malorolnického lidu        | 182   | 2,3   | 1       | ▲1      |
|                                                       | nezávislí                                                      | 90    | 1,1   | 0       | ▬0      |
|                                                       | neplatné hlasy                                                 | 114   | -     | -       | -       |
| celkem                                                | celkem                                                         | 7 624 | 100   | 36      |         |
| Zdroj: Kronika města Tábora z let 1922–1967, str. 139 |                                                                |       |       |         |         |